# Silba ficiperda
Silba ficiperda är en tvåvingeart som först beskrevs av Mario Bezzi 1913.  Silba ficiperda ingår i släktet Silba och familjen stjärtflugor.
Artens utbredningsområde är Filippinerna. Inga underarter finns listade i Catalogue of Life.